# Будище (Куликівська селищна громада)
Буди́ще — село в Україні, у Куликівській селищній громаді Чернігівського району Чернігівської області. Населення становить 95 осіб. До 2017 орган місцевого самоврядування — Дрімайлівська сільська рада.

## Історія
12 червня 2020 року, відповідно до розпорядження Кабінету Міністрів України № 730-р «Про визначення адміністративних центрів та затвердження територій територіальних громад Чернігівської області», село увійшло до складу Куликівської селищної громади.
19 липня 2020 року, в результаті адміністративно-територіальної реформи та ліквідації Куликівського району, село увійшло до складу новоствореного Чернігівського району.

## Населення

### Мова
Розподіл населення за рідною мовою за даними перепису 2001 року:
| Мова       | Кількість | Відсоток |
| ---------- | --------- | -------- |
| українська | 92        | 96.84%   |
| російська  | 3         | 3.16%    |
| Усього     | 95        | 100%     |

## Транспорт

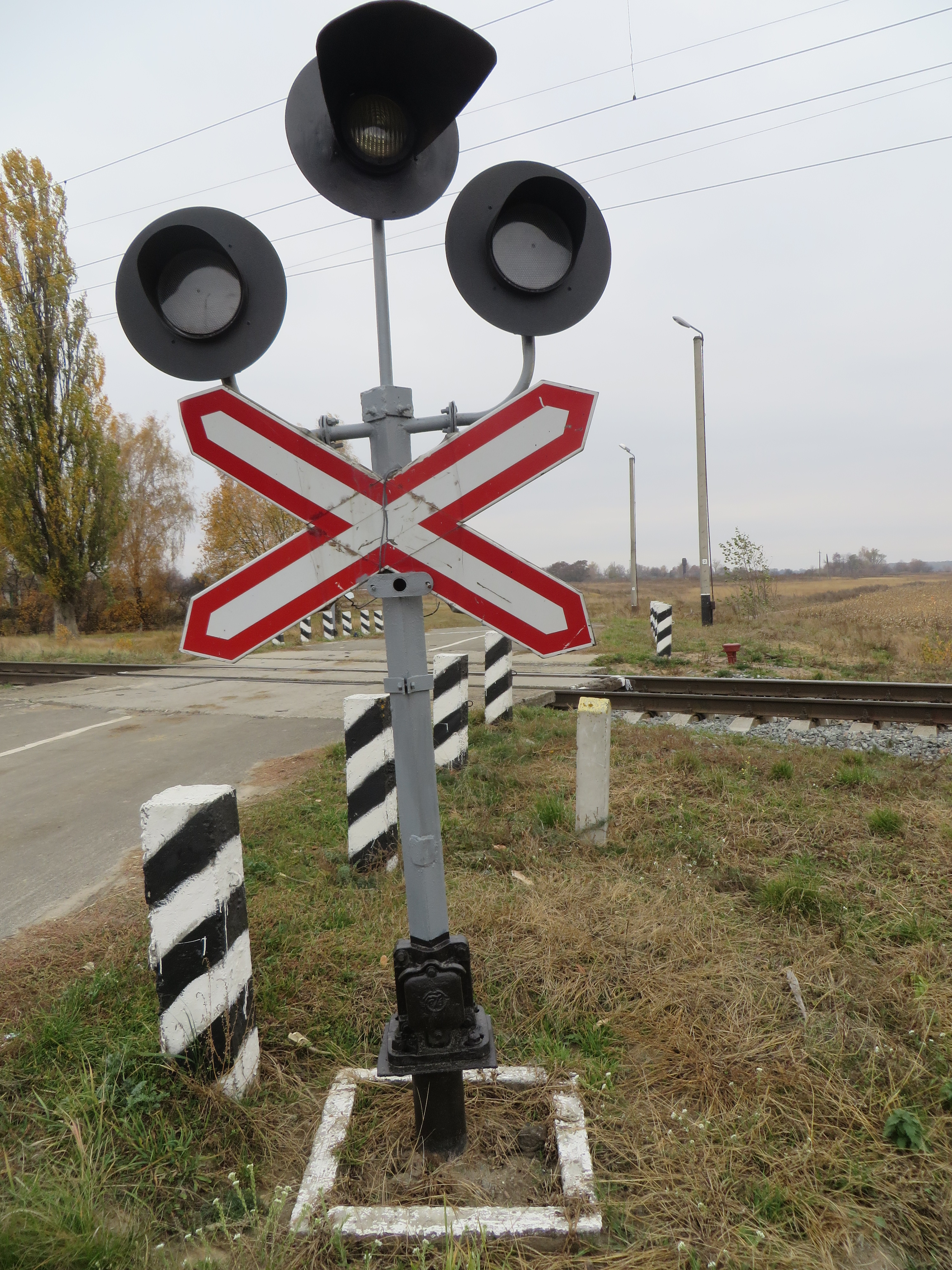
Семафор біля початку села зі сторони села Будище.
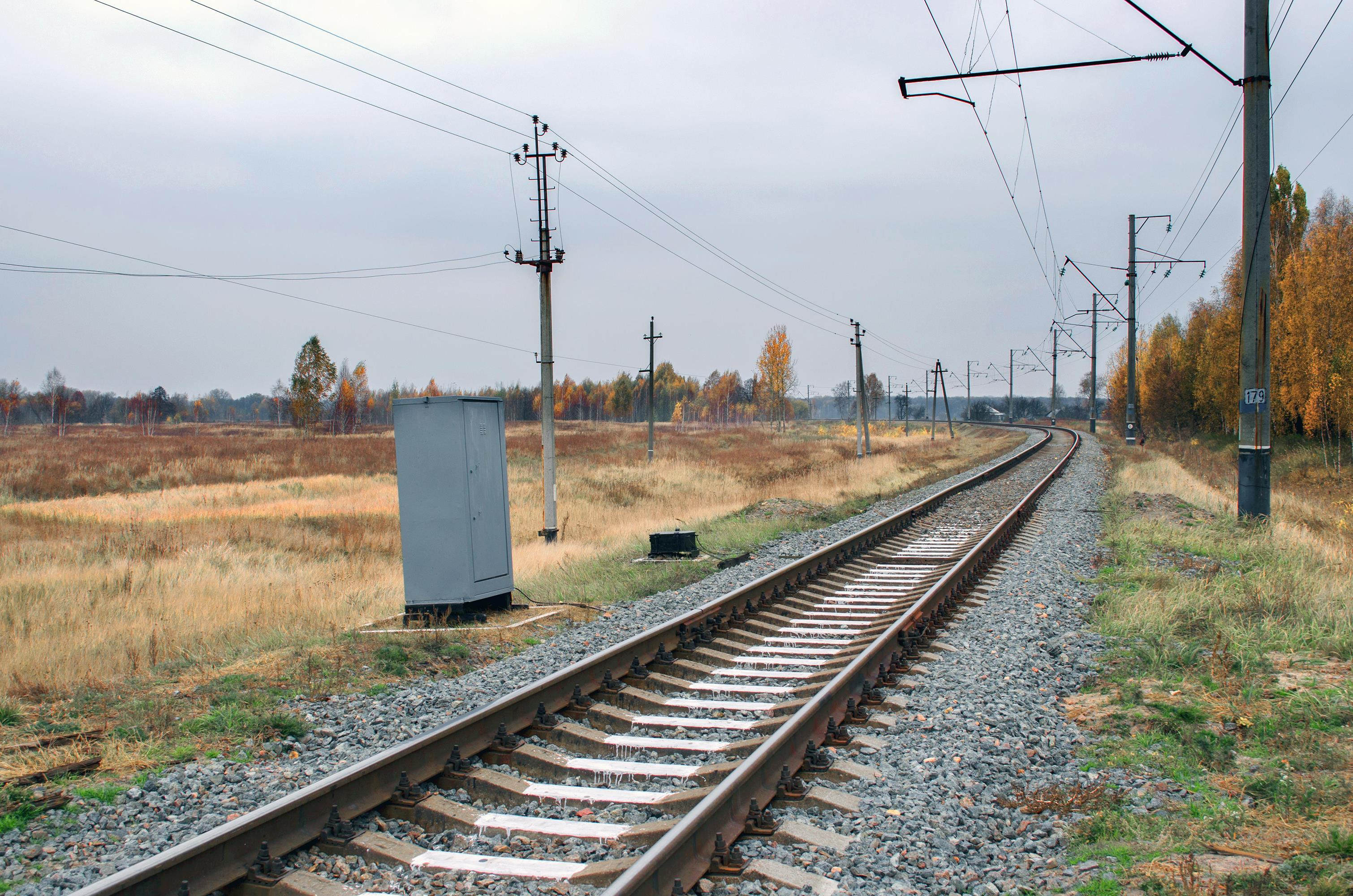
Залізнична колія біля села
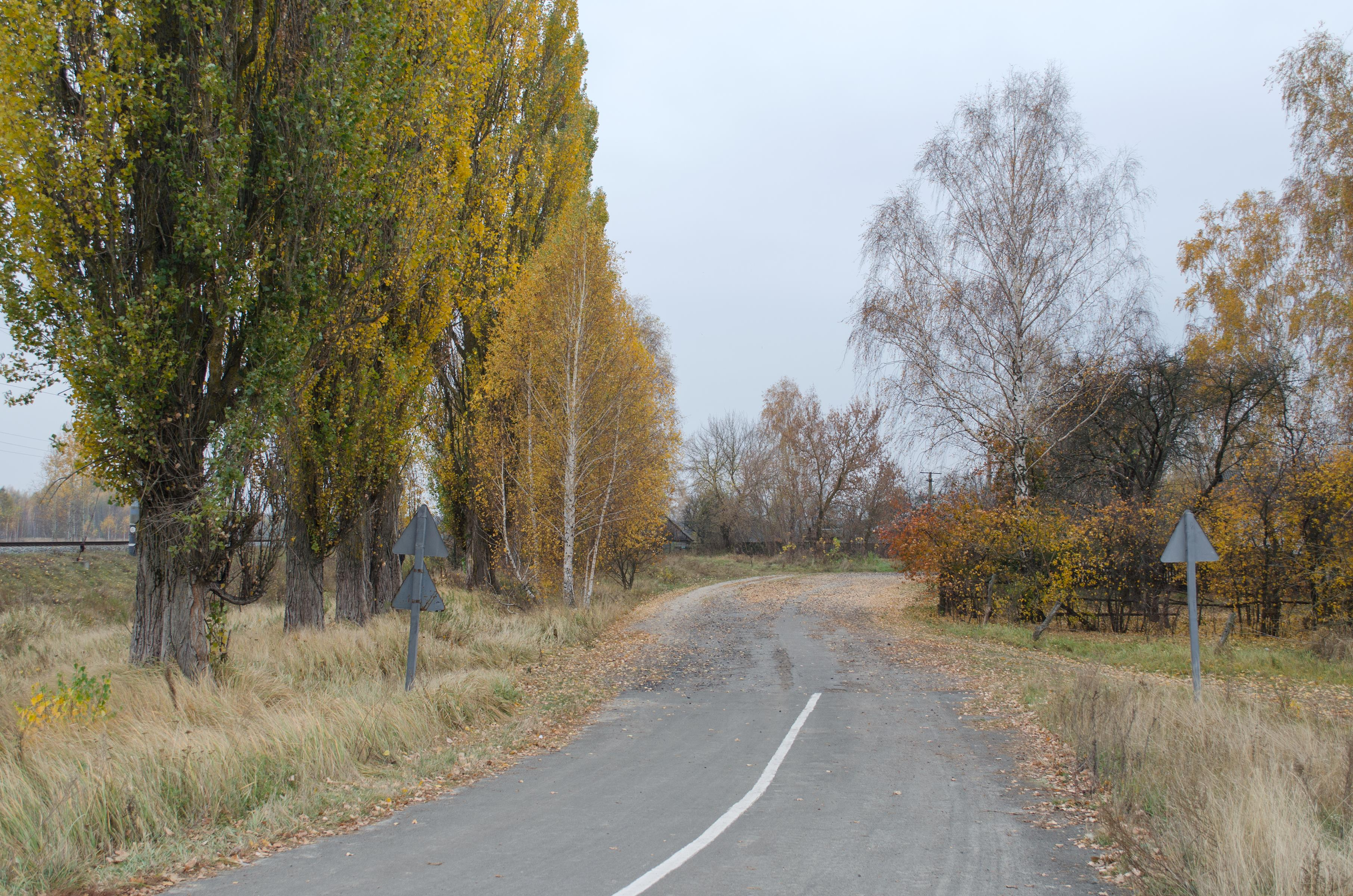
В'їзд до села Будище із села Дрімайлівка

На захід від села проходить залізниця. Але найближчий зупинний пункт Дрімайлівка, де зупиняються електрички, розташований за 2 км на північ від села.
Автошлях Чернігів-Ніжин (Автошлях Р 67) знаходиться за 1 км на захід від села.

## Галерея

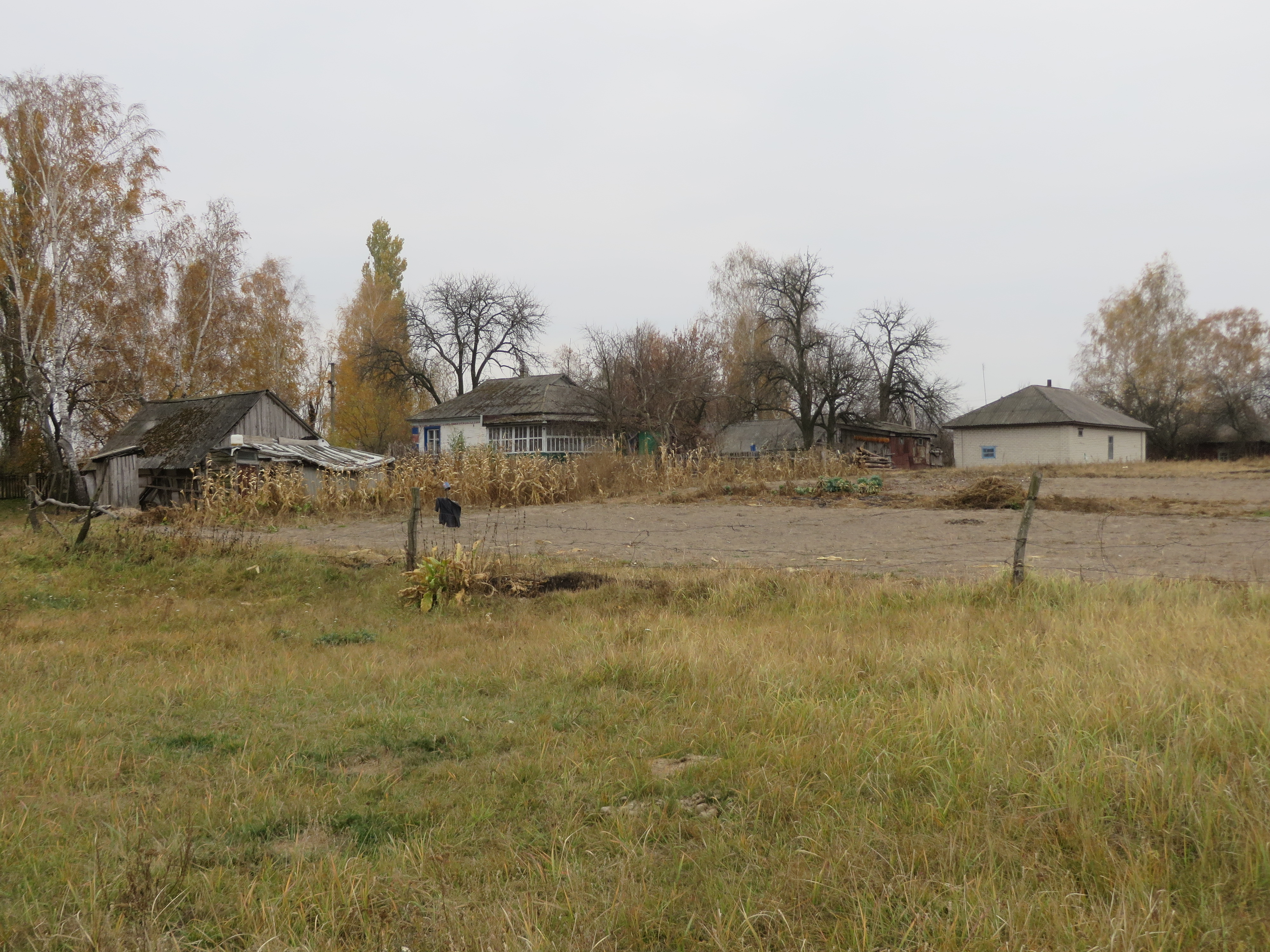
Початок села
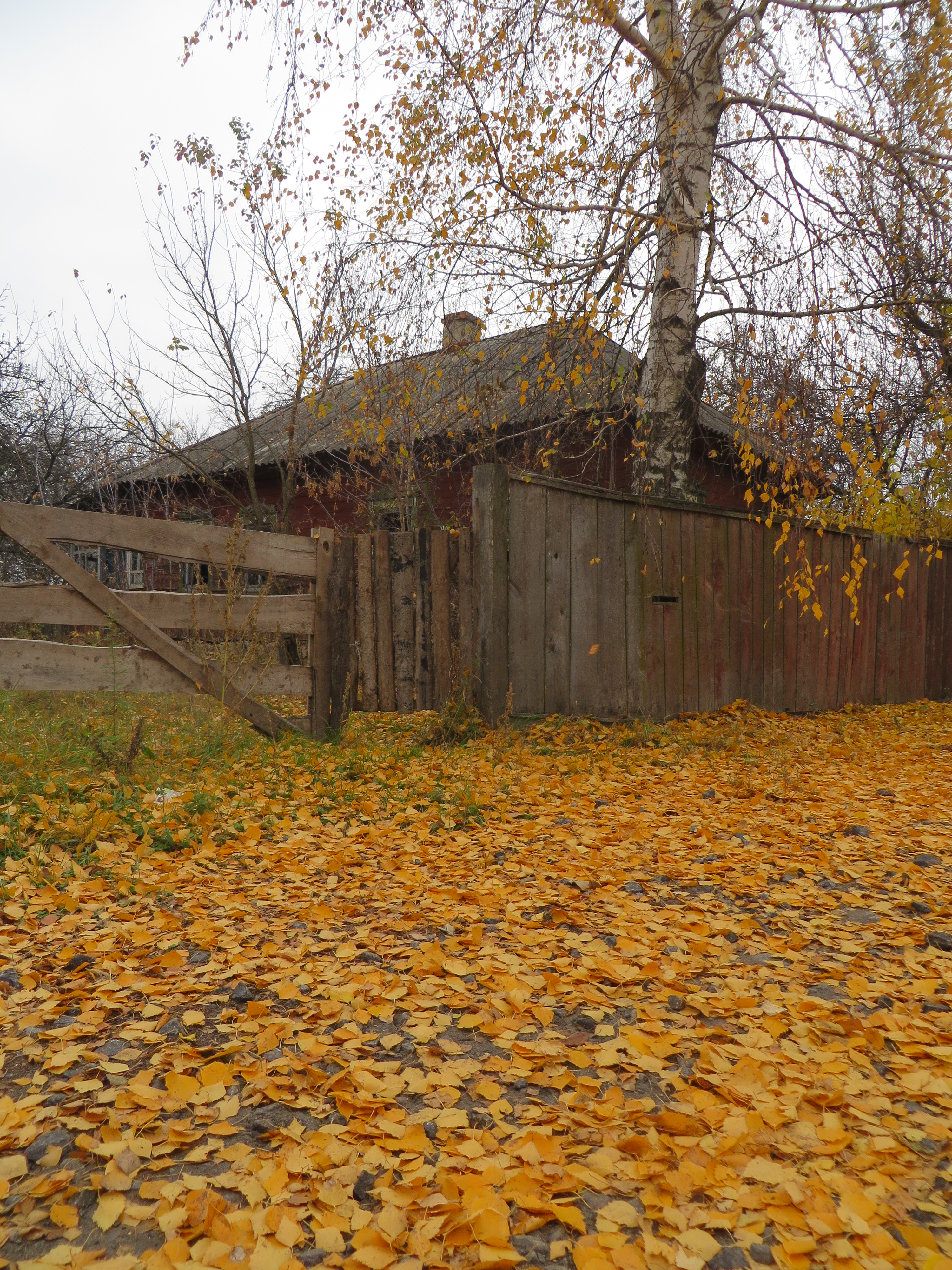
сільська вулиця восени
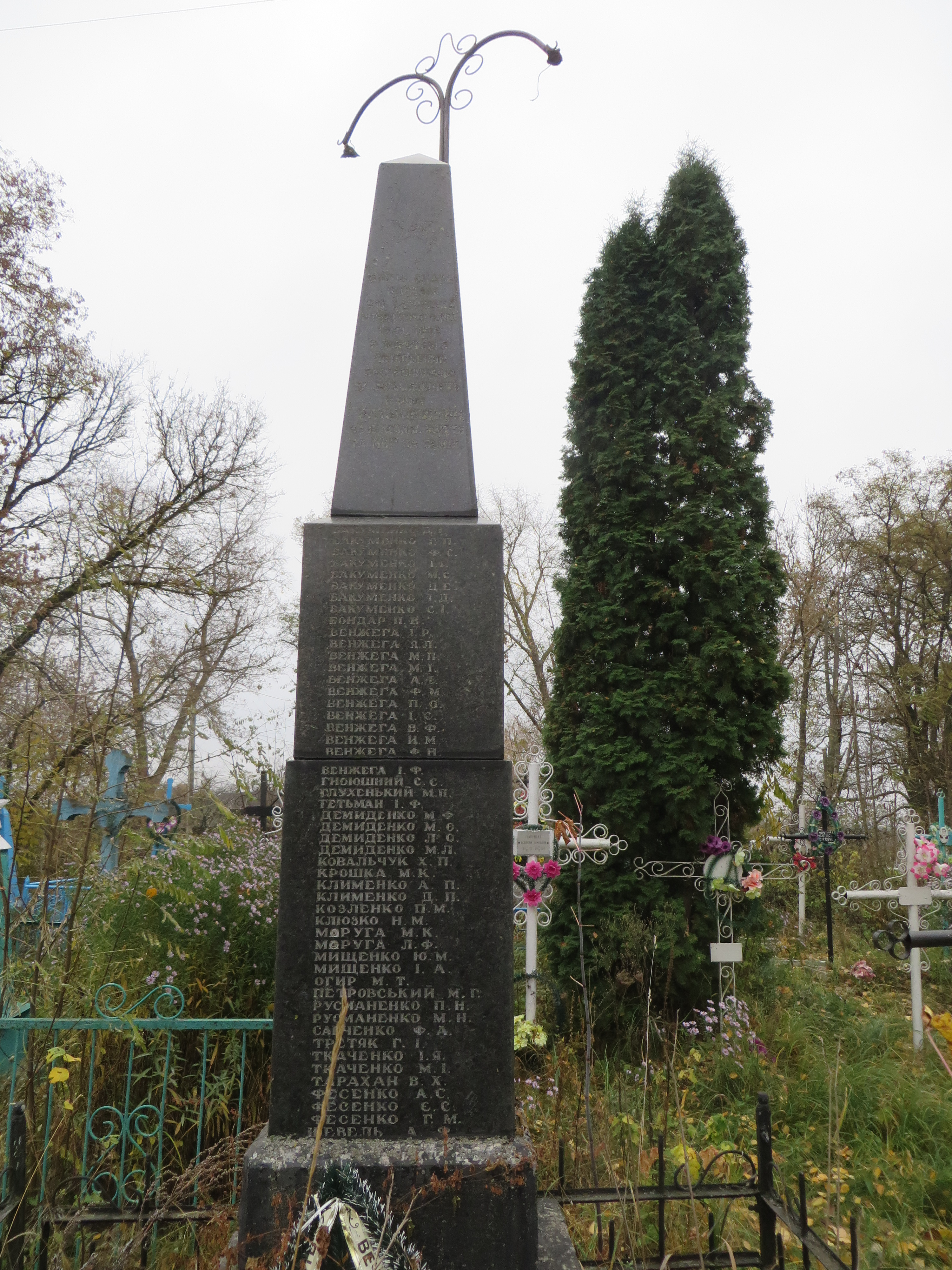
пам’ятник воїнам ВВВ
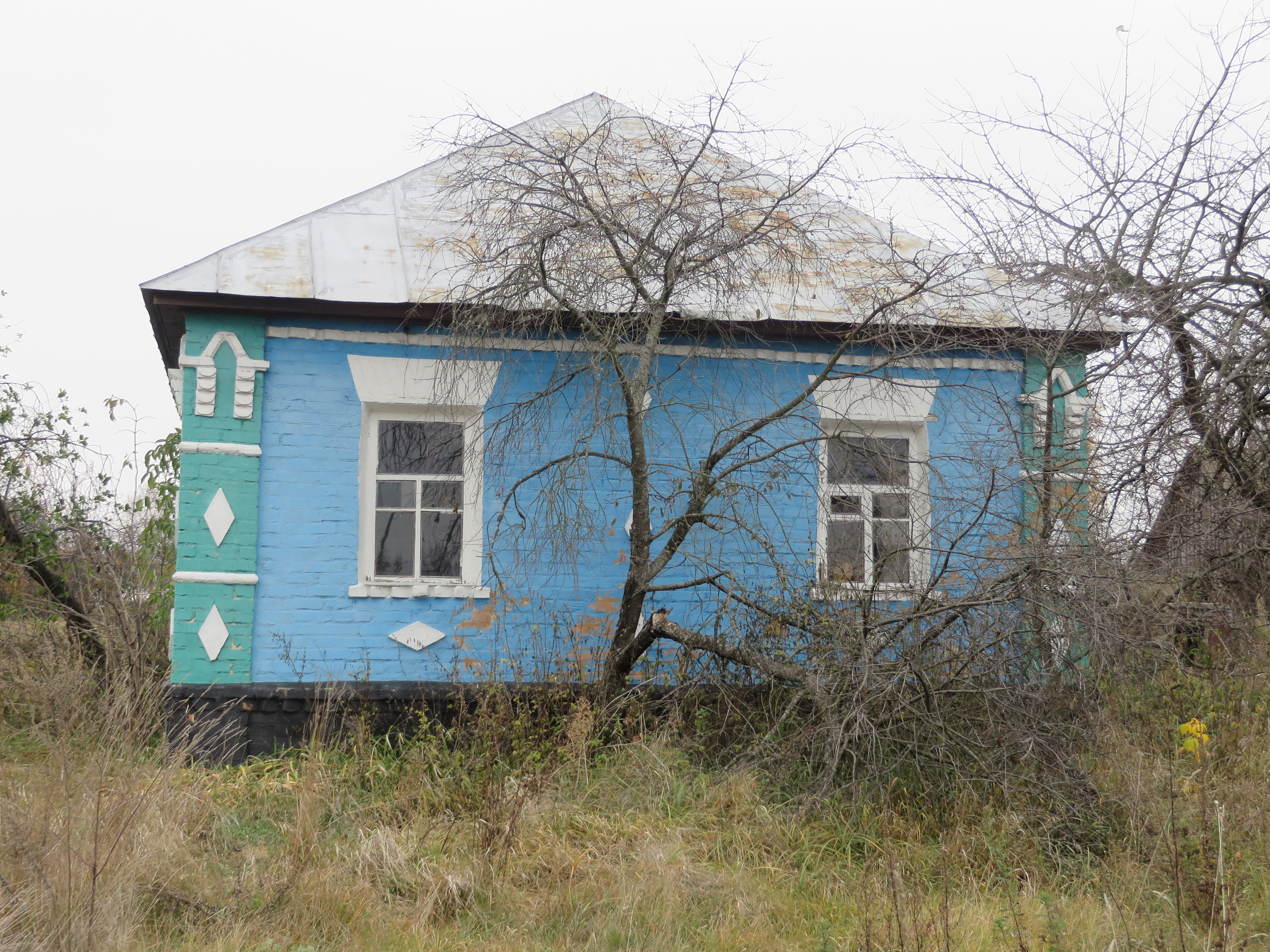
одна з хат
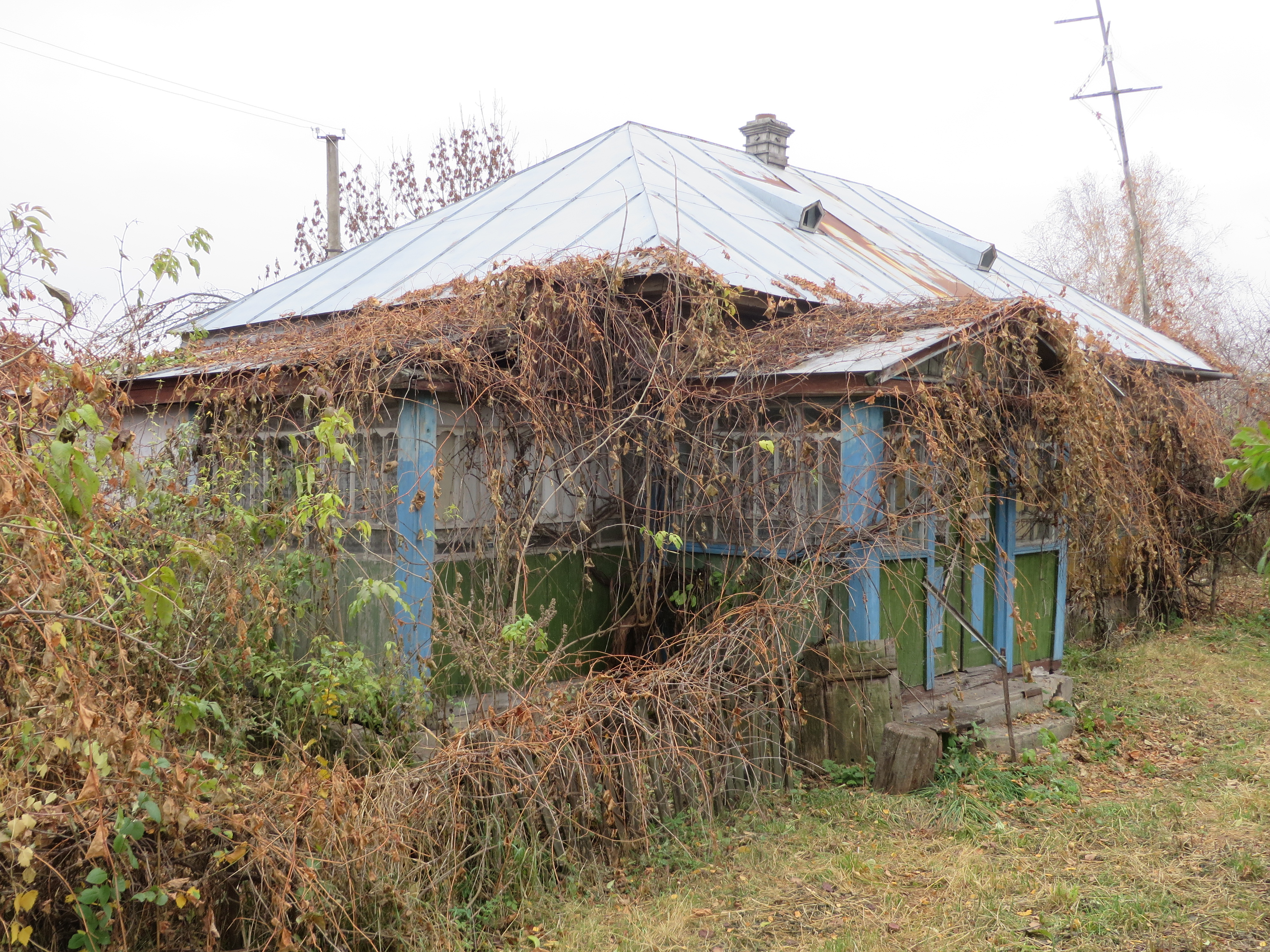
покинута хата
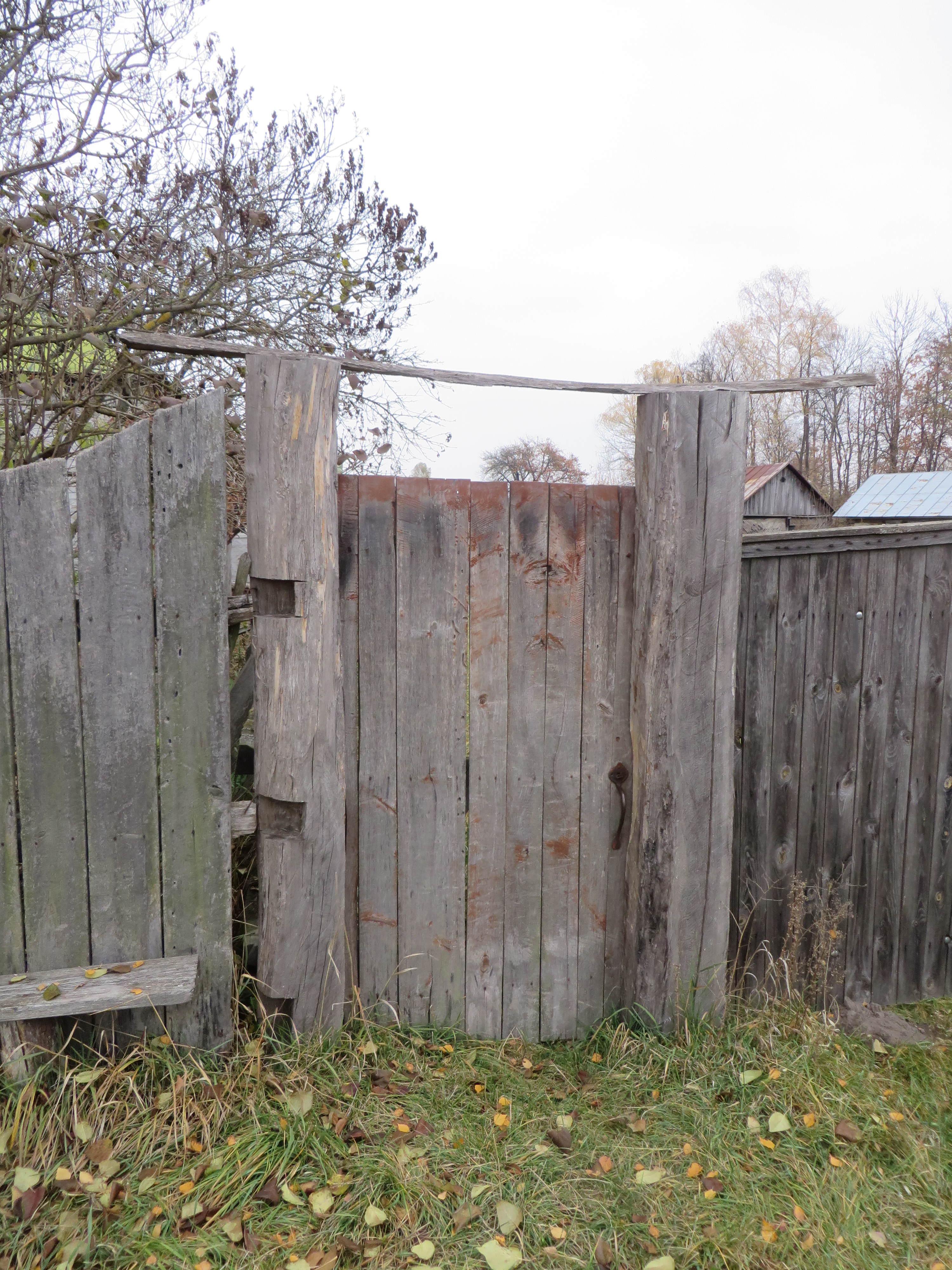
дерев’яні ворота
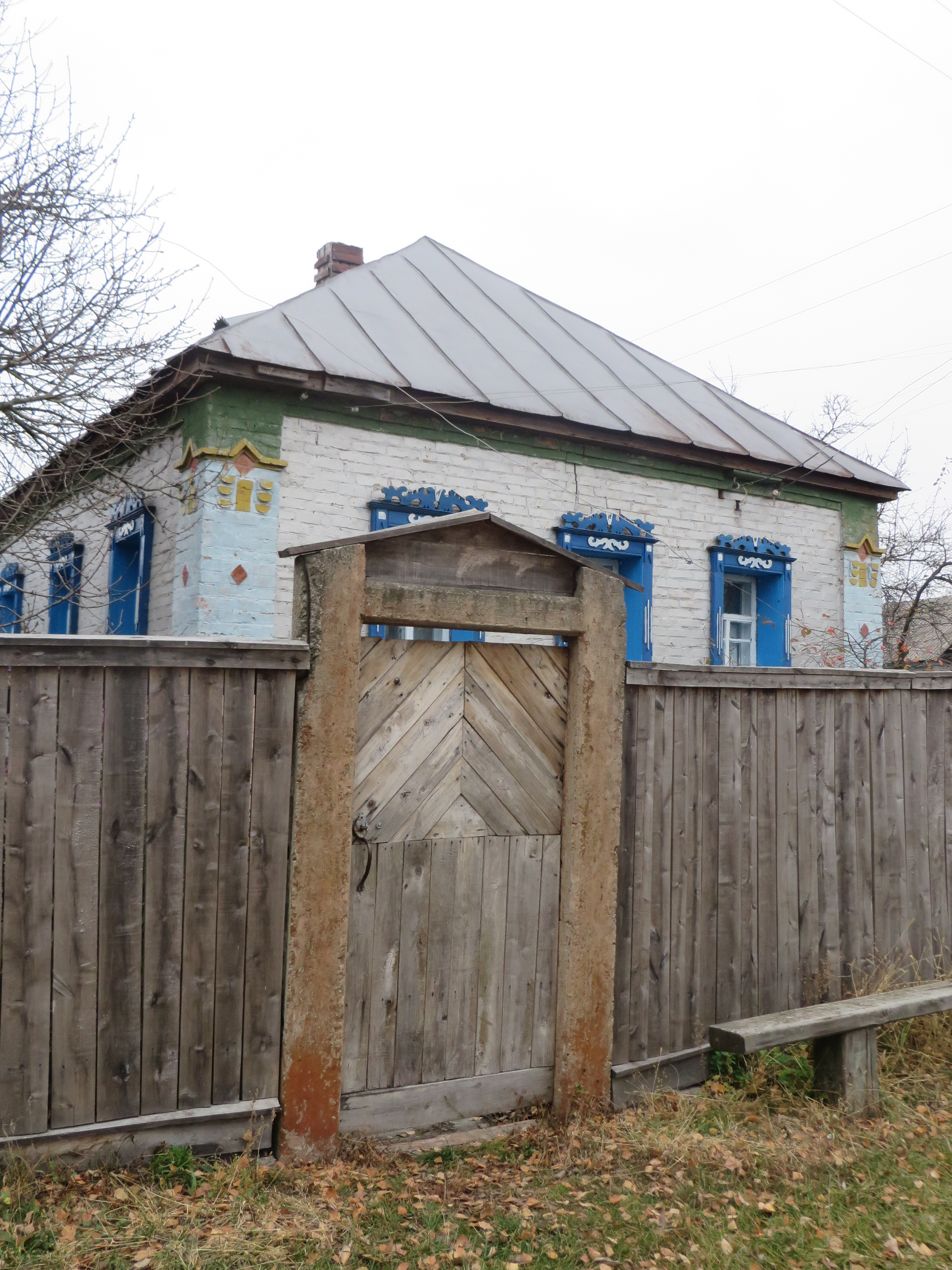
дерев’яні ворота
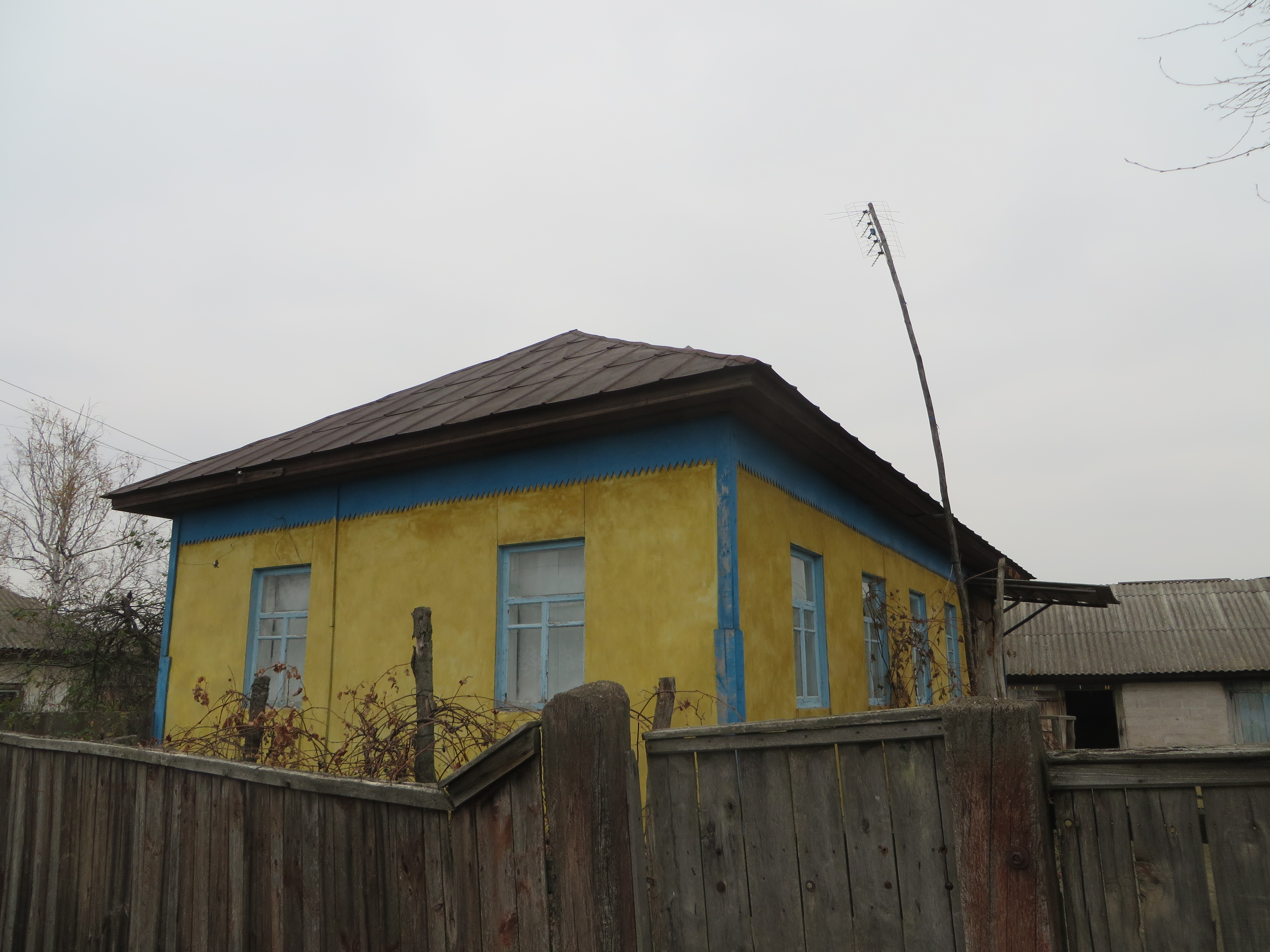
типова поліська хата
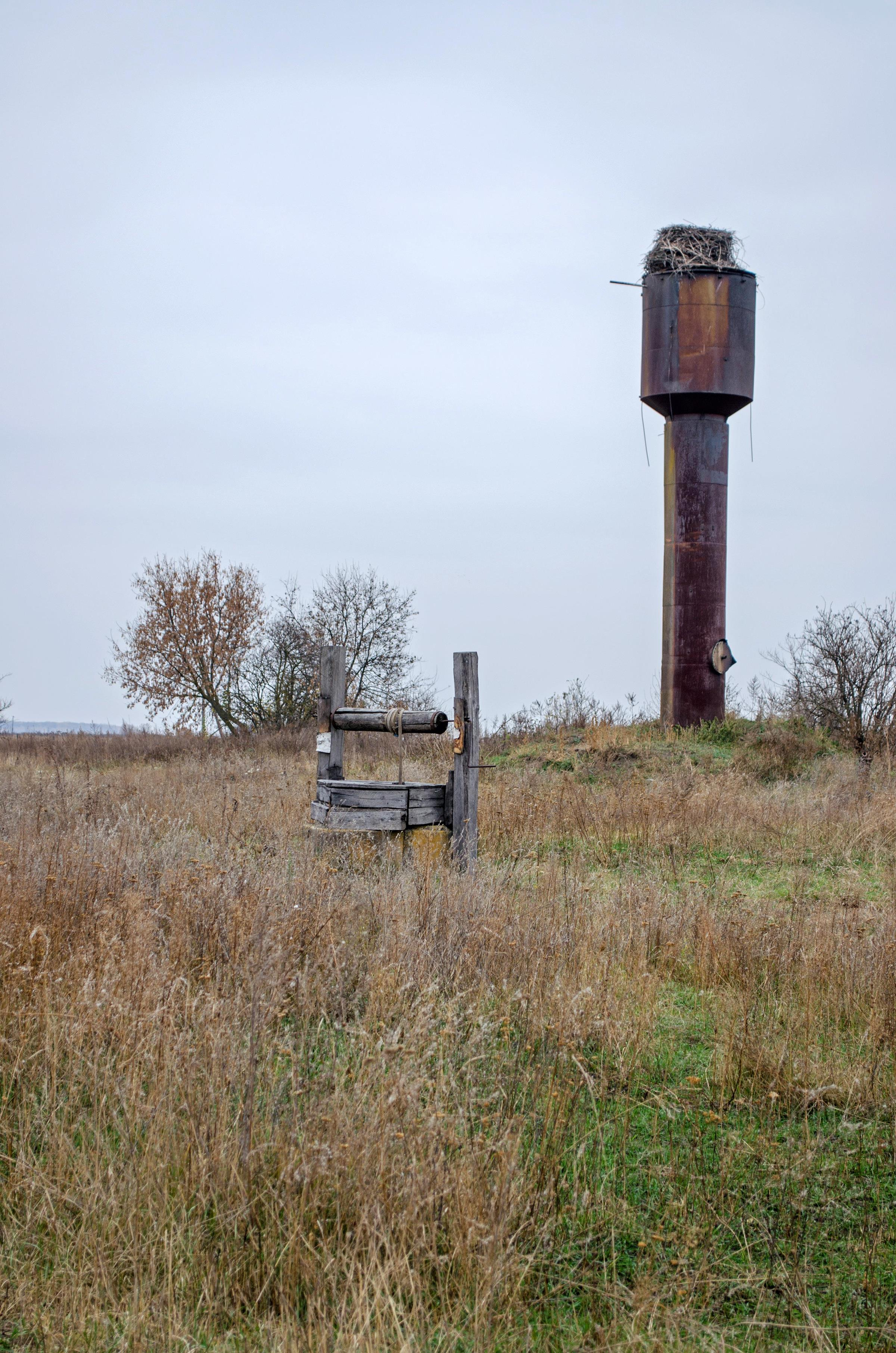
Водонапірна вежа та колодязь
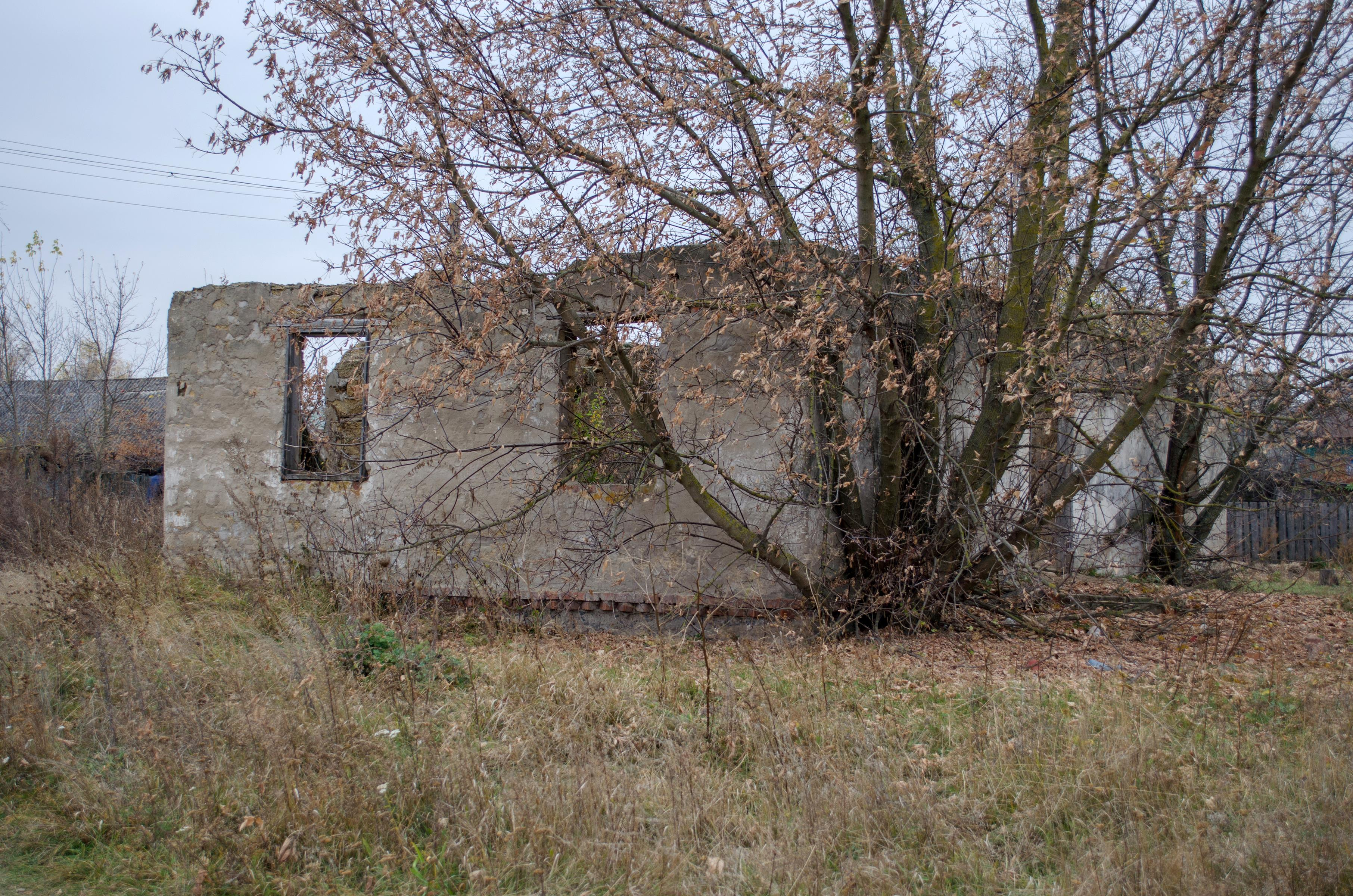
Недобудова
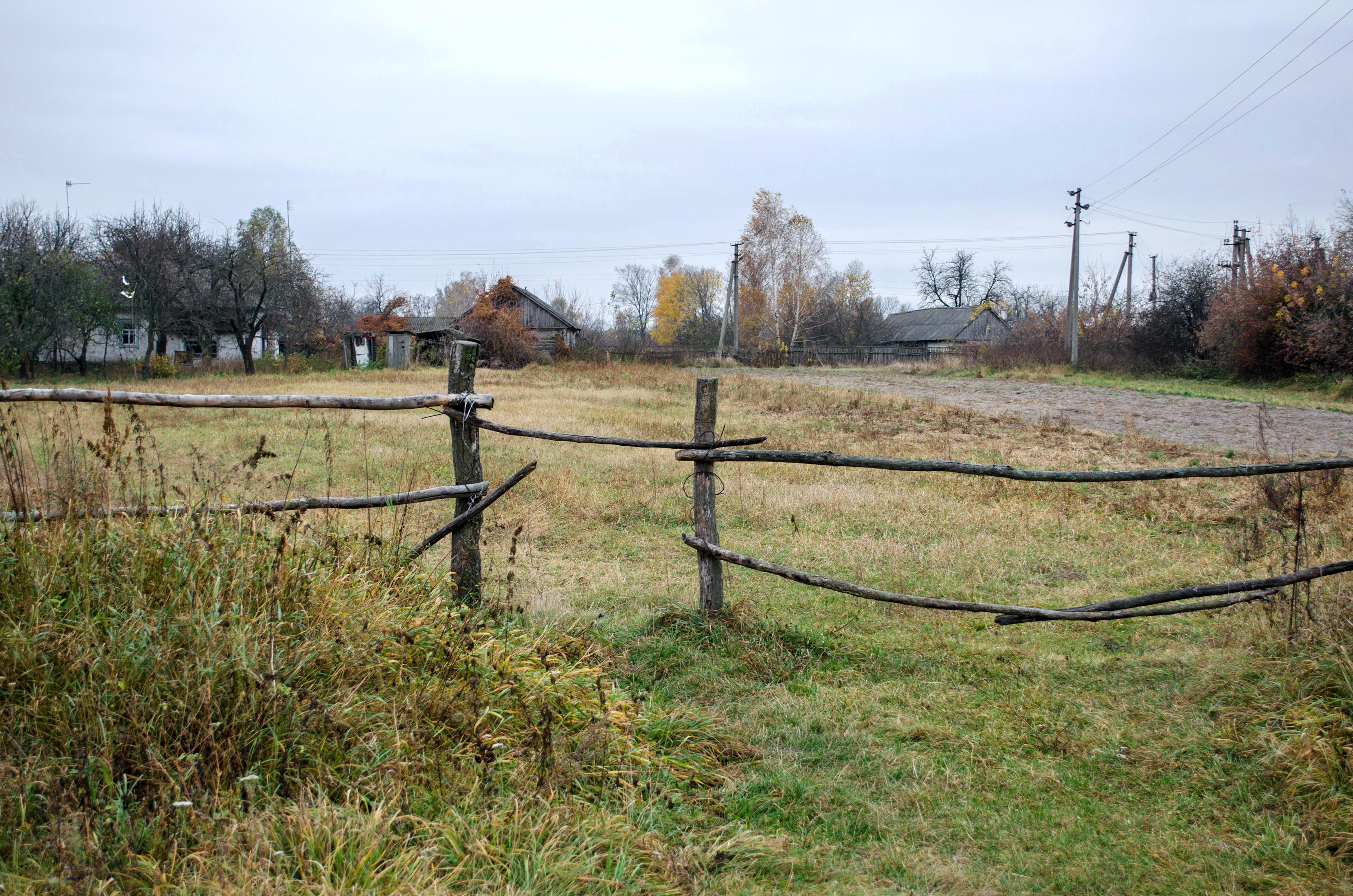
Огорожа
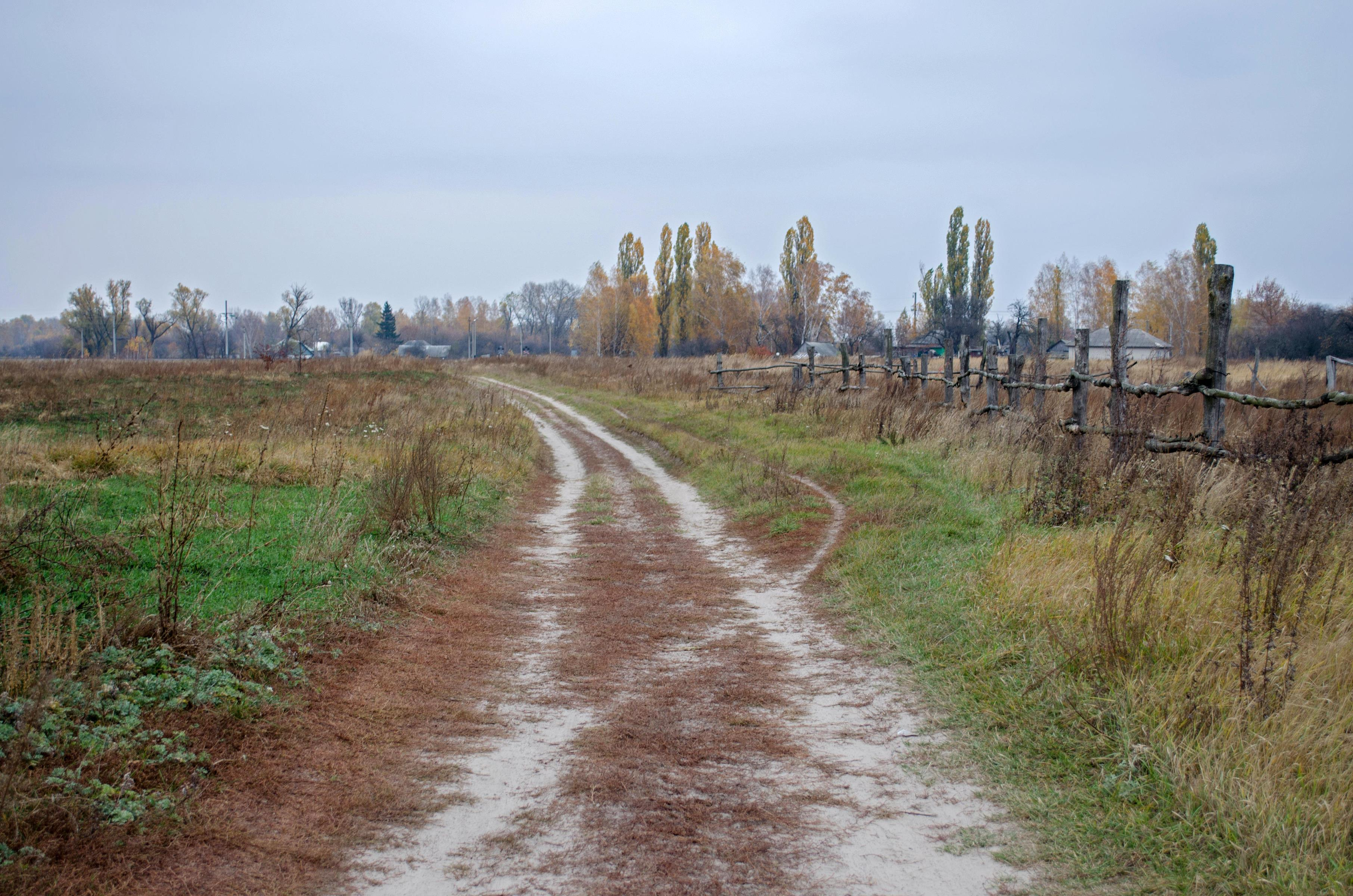
Сільські простори
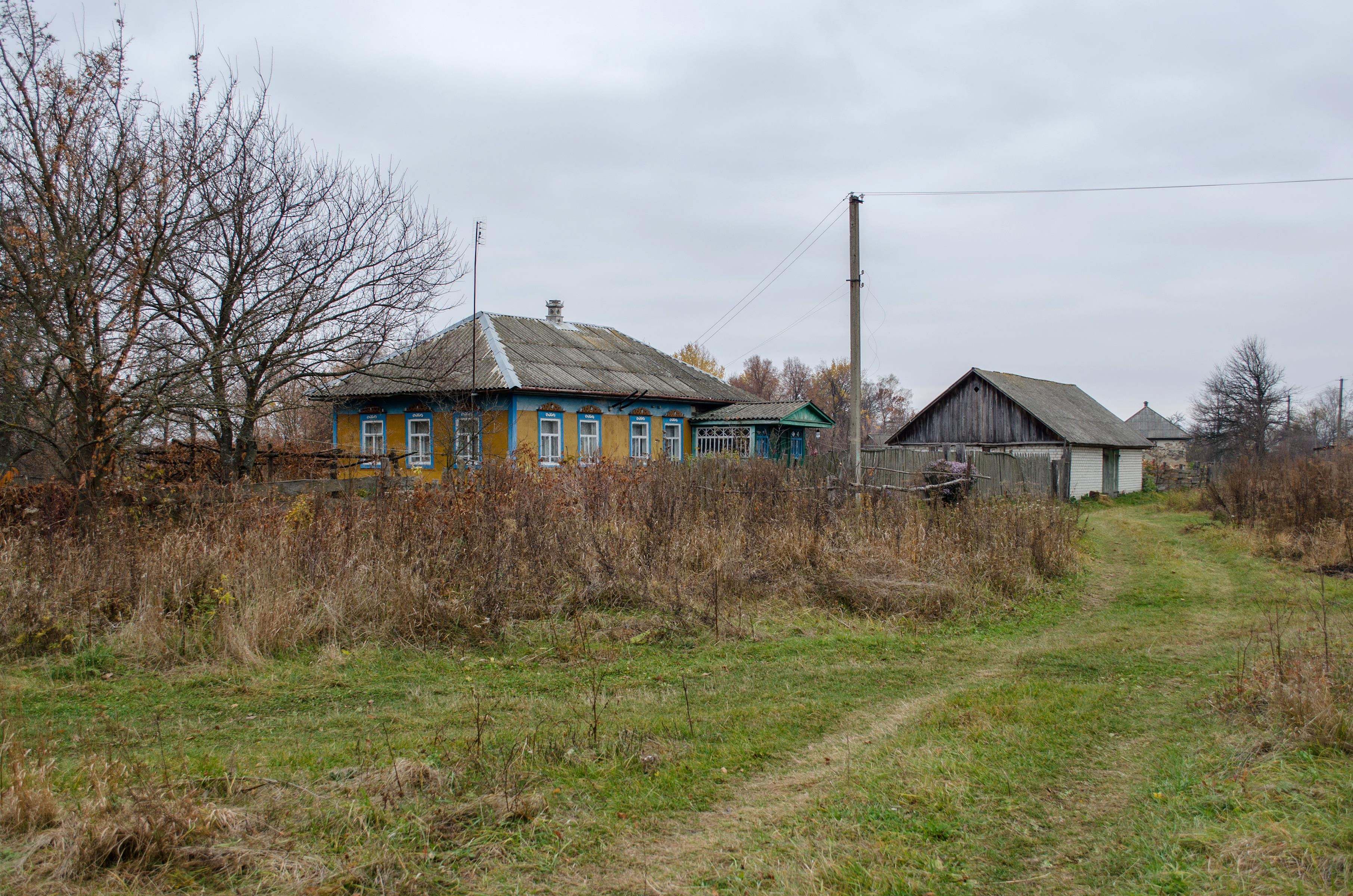
Вулиця